# Phyllonorycter echinosparti
Phyllonorycter echinosparti är en fjärilsart som beskrevs av Lastuvka 2006. Phyllonorycter echinosparti ingår i släktet guldmalar, och familjen styltmalar.
Artens utbredningsområde är Portugal. Inga underarter finns listade i Catalogue of Life.